# Aliza
Aliza (hebräisch: עַלִיזָה) ist ein weiblicher Vorname.

## Herkunft und Bedeutung
Der Name bedeutet im Hebräischen freudig/froh.

## Bekannte Namensträgerinnen
- Aliza Bin-Noun, israelische Diplomatin
- Aliza Gur (* 1944), israelische Schauspielerin und Model
- Aliza Lavie (* 1964), israelische Politikerin
- Aliza Olmert (* 1946), israelische Bildhauerin und Schriftstellerin